# アテナイのアクロポリス
座標: 北緯37度58分17秒 東経23度43分34秒 / 北緯37.971421度 東経23.726166度

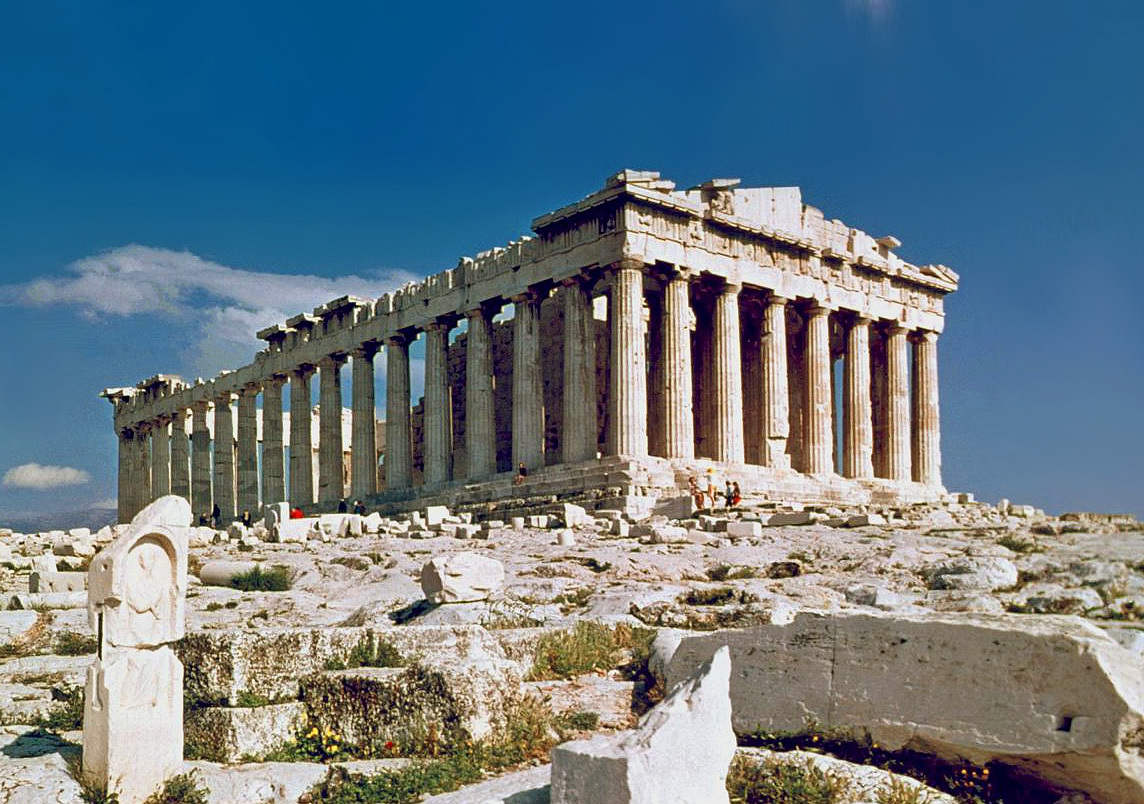
パルテノン神殿

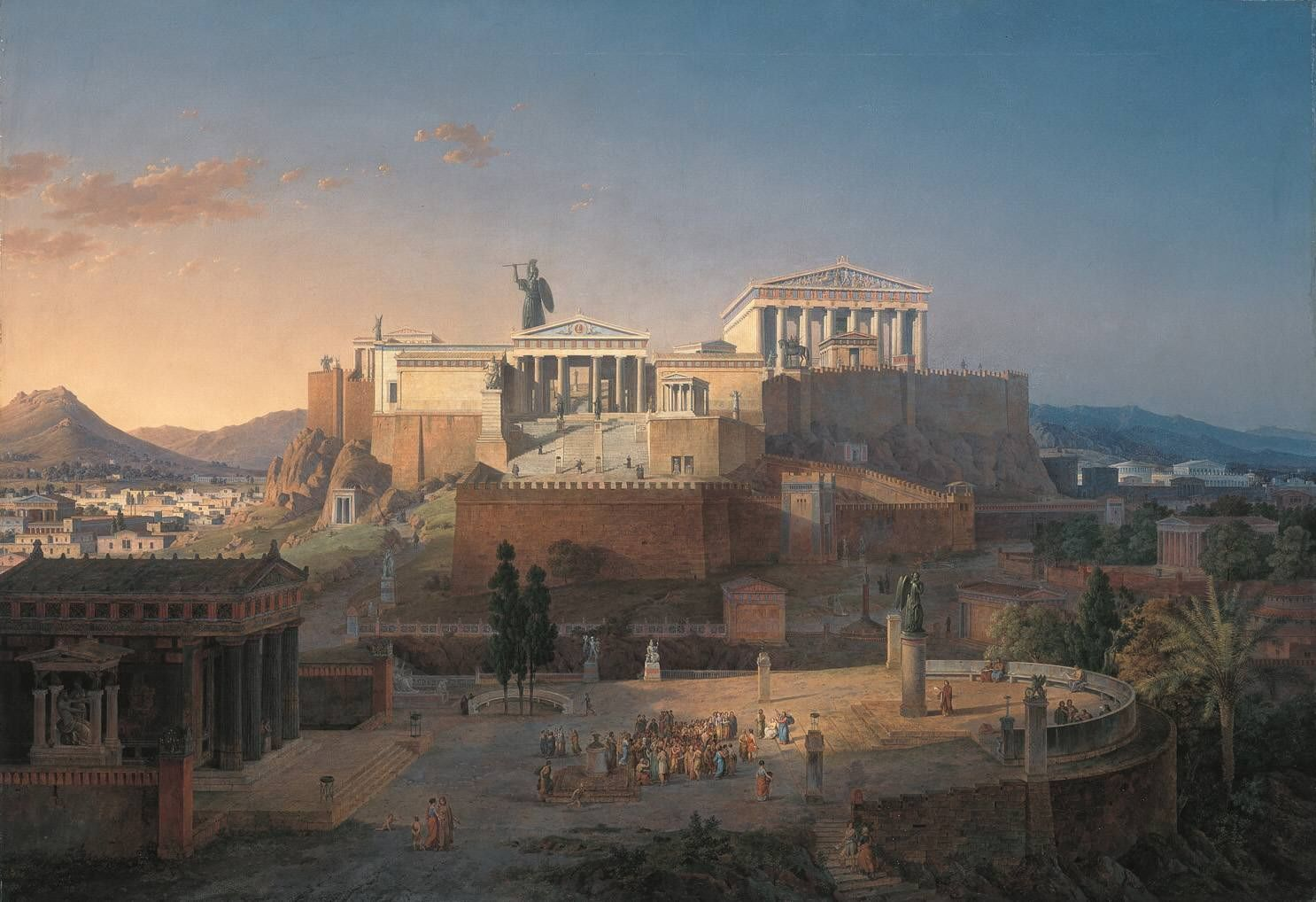
アレオパゴスとアクロポリスの再現、レオ・フォン・クレンツェ, 1846年

アテナイのアクロポリス（古代ギリシア語: ἡ Ἀκρόπολις τῶν Ἀθηνῶν、古代ギリシア語ラテン翻字: hē Akropolis tōn Athēnōn、現代ギリシャ語：Ακρόπολη Αθηνών、現代ギリシア語ラテン翻字: Akrópoli Athinón）は、世界でもっともよく知られているアクロポリスである。
ギリシャには多数のアクロポリスがあるが、アテナイのアクロポリスは一般的に「アクロポリス」で通じる点に意義がある。2007年3月26日、アクロポリスは正式にヨーロッパの文化遺産リストに卓越した遺産として発表された。このアクロポリスはアテネの海抜150 m (490 ft)の平らな岩の上に立っており、3ヘクタールの面積がある。 最初のアテナイの王ケクロプスにちなんだCecropiaという名でも知られていた。

## 歴史

### 初期の村落
最古のものは新石器時代まで遡るが、新石器時代初期(紀元前6000年前頃)のアッティカでの居住が記録されている。ミケーネ文明のメガロンが青銅器時代末期に丘の上に立っていたことはほとんど疑いない。  このメガロンは木造であったため、恐らく一つの石灰岩柱といくつかの砂岩の階段を除いて残っていない。宮殿が建てられたすぐ後、長さ760m、高さ 10m、幅3.5mから6mの大きな円状の壁が建てられた。この壁は5世紀まで、アクロポリスの主な防御施設として使われた。壁は、大きな岩のブロックとemplektonと呼ばれるモルタルで固められた、2つのパラペット (ἔμπλεκτον) で構成されている。 また、自然な輪郭に従い斜めに門を設置する典型的なミケーネ文明の慣習に従い、パラペットと塔が侵入者の右手側に伸びており、簡単に防御することができた。丘の北には、岩を切った狭い階段から構成される劣った進入路もあった。 ホメーロスは エレクセウスの館に言及したとき(オデュッセイア 7.81)、この防御施設を参照したのではないかと言われている。13世紀以前の何回かの地震は、アクロポリスの北東端の近くに割れ目を作り、この割れ目は井戸が掘られた柔らかい泥灰土の床を35mほど引き延ばした。階段の精巧な組が建てられ、井戸がミケーネ文明時代のいくつかの部分で、包囲された時貴重なだけでなく、飲料水の源を守るために使われた。

### 暗黒時代
アテネのアクロポリスの上にミケーネ文明の宮殿が存在したという決定的な証拠は存在しないが、同じような宮殿があれば、後のアクロポリス上での建築活動に伴い移植されたのだと考えられる。古代以前でのアクロポリスの建築学的外観はあまり知られていない。紀元前7、6世紀のKynonianの反乱とペイシストラトスがクーデターにより政権を掌握しようとした時2回、この場所はそれらによって接収された。

### 初期のアクロポリス
アテナ(都市の守護者)に捧げられた神殿が、紀元前6世紀中期に建てられた。この石灰岩のドーリア式建築物は、多くの遺物が残っており、髭が青黒に塗られた3つの体をもつ蛇男の彫刻にちなんで"Bluebeard"(青ひげ)神殿と呼ばれている。この神殿が古い物を置き換えたのかどうか、もしくは単なる聖域や祭壇なのかは知られていない。紀元前6世紀後期にはさらに違う神殿が建てられ、Archaios Naos(古い神殿)と呼ばれた。"Bluebeard"神殿がどこに建てられたのかは知られていない。これには、(1)Doerpfeldの上に建てられた という説、(2)現在のパルテノン神殿の場所に建てられた とする説がある。とはいうものの、"Bluebeard"神殿と"Archaios Naos"が共存していたとする場合それは不明だ。
"Bluebeard"神殿が解体された時点において問題を曖昧にするのは、新しく壮大な大理石の建築物である初期のパルテノン神殿("Ur-Parthenon"、ドイツ語で"Early Parthenon")が、紀元前490年のマラトンの戦いでの勝利に伴って着手されたことである。これに対応するために、頂の南部分から古い遺物が取り除かれ、ピレウスの石灰石でできた2色のブロック8000個を加えることで平らにされた。基礎はいくつかの点で11 m (36 ft)深く、擁壁によって土が台の上に満たされた。
紀元前480年にペルシャ人が襲撃したとき、初期のパルテノン神殿は建設中であった。建物は焼失し、Archaios Naosと実質的に岩の上にあった他のすべての物が略奪された。ペルシャ人の危機が去った後、アテナイ人は多くの未完成の神殿の資材をあわせ、アクロポリスの北に新しいカーテンウォールを 建築した。これらは戦争記念碑となり、今日においても見ることができる。荒廃した現場は破片が取り除かれた。彫刻、宗教的な捧げ物と修復できない建築物の資材が、初期のパルテノン神殿の周りに人工的な台地を作るために、丘にいくつかの深い穴を掘って盛大に埋められた。この"Persian debris"は、アクロポリスを発掘するにあたり、考古学的に豊かな埋蔵物となっている。

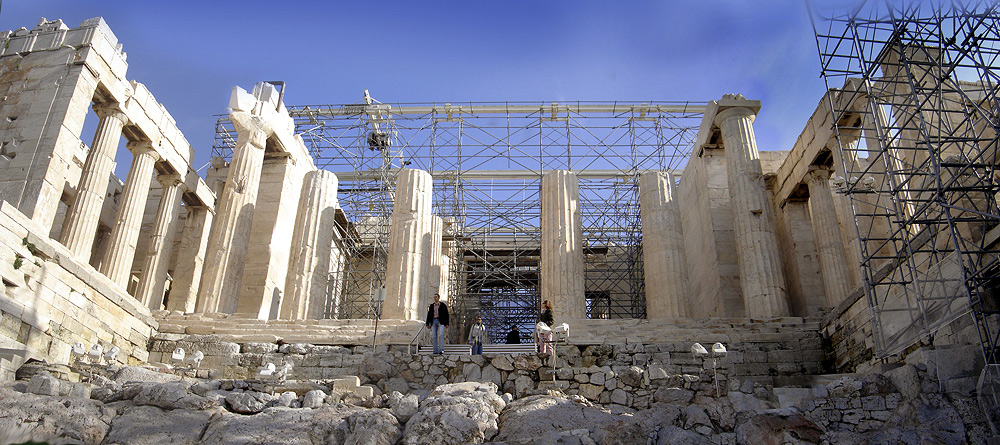
プロピュライア

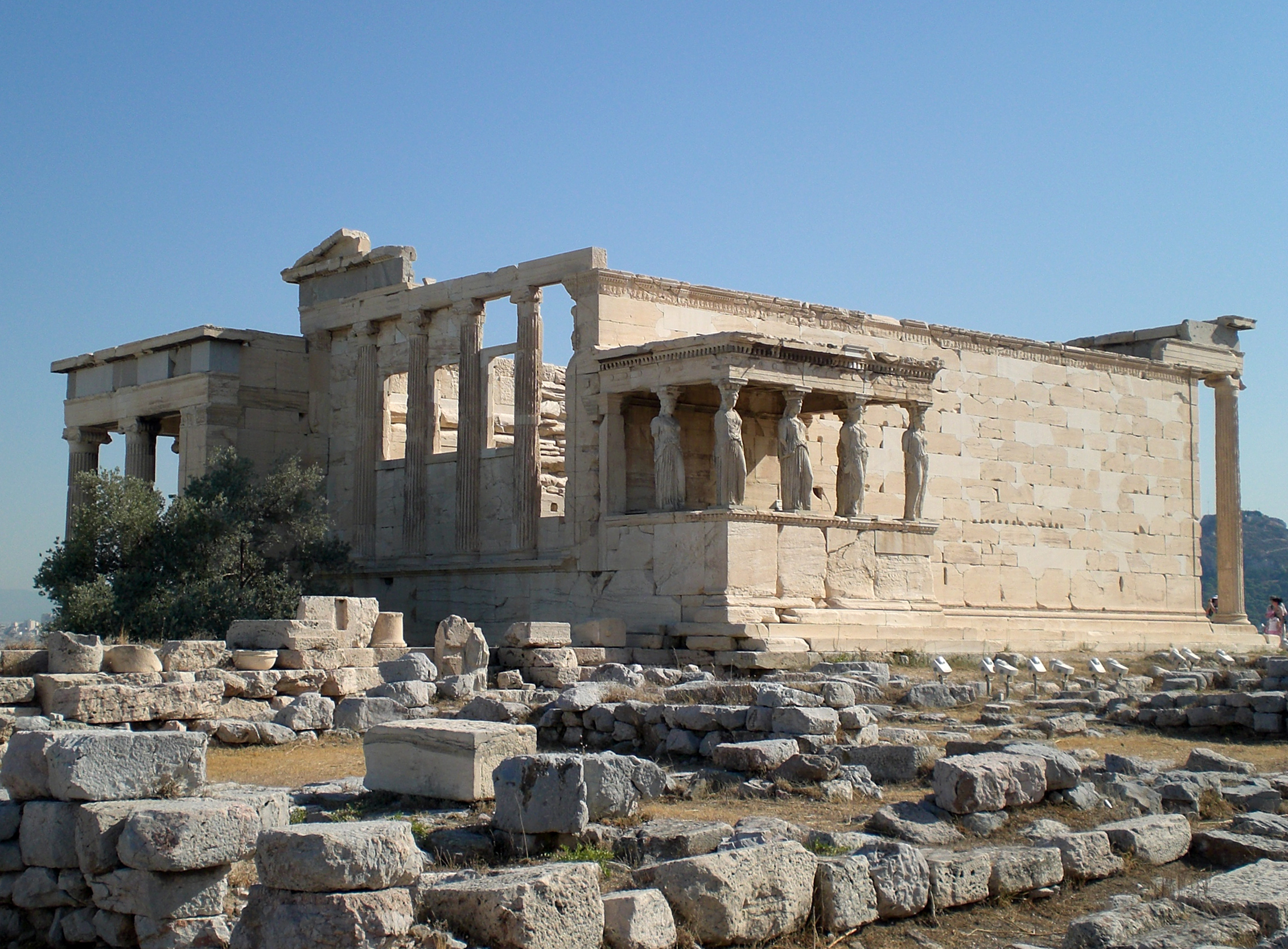
エレクテイオン

### ペリクレスの建築計画
重要な神殿のほとんどは、アテナイの黄金時代 (紀元前460年–紀元前430年)の間にペリクレスの指導のもと再建された。偉大なアテナイの彫刻家であるペイディアスが総指揮をとり、イクティノスとカリクラテスという2人の有名な建築家がこの再建に責任を持った。紀元前5世紀の間に、アクロポリスは最終的な形を手に入れた。紀元前466年のエウリュメドン川の戦いに勝利した後、キモンとテミストクレスは北側と南側の壁の再建を命じ、ペリクレスはパルテノン神殿をイクティニスとカリクラテスに委ねた。
紀元前437年、ムネシクレスはペイシストラトスによる古いプロピュライアを一部建て増した、壮大な大理石の柱を持つ門であるプロピュライアの建築を開始した。 これらの柱廊はほぼ432年に完成し、2つの翼を持っており、北のものは写真ギャラリーとして使われた。同時に、小さなイオニア式のアテーナー・ニーケー神殿として、南のプロピュライアが建築されはじめた。ペロポネソス戦争による作業の休止が発生したあと、神殿はニキアスによる紀元前421年から紀元前415年の平和の間に完成した。
同じ時代の間に、ポセイドン、エレクセウス、ケクロプス、ヘルセ、パンドロソス、アグラウロスといったAthena Poliasの神殿を含む、エレクテイオンの建築が始まった。Kore Porch (もしくはカリアティードバルコニー)とも呼ばれる。
アテーナ・ニーケー神殿とパルテノン神殿の間にはアルテミス・ブラウロニアの聖域、もしくはBrauroneionのテメノスがあり、神はクマとして想像され、ブラウローンの都市区において崇拝されていた。古代の神のソアノン とプラクシテレスによって紀元前4世紀に作られた像は共にこの聖域にある。
プロピュライアの後ろには、ペィディアスによるアテナ・プロマコスという巨大なブロンズ像が紀元前450年から448年の間に立てられそびえていた。 基礎は1.50 m (4.9 ft)の高さにある一方、像全体の高さは9 m (30 ft)であった。神は金メッキされた槍を持っており、左にはケンタウロスとラピテース族の間の戦いを想像したMysによって飾られた大きな盾を持っていた。Chalkotheke、Pandroseion、Pandion's sanctuary、アテナイの祭壇、 ゼウス神の聖域、ローマ時代からはアウグストゥス、ローマの丸い神殿といった他の遺物はほとんど現在も見える形にはない。

### ヘレニズムとローマ支配下の時代
ヘレニズムとローマ支配下の時代、多くの現存する建造物が経年劣化といくどかの戦争による損傷から修理された。特にアッタロス朝の王たち、アッタロス2世(パルテノン神殿の北西角)やエウメネス2世(プロピュライアの前)といった外国の王の記念碑が建てられた。 これらは初期のローマ帝国時代に、アウグストゥス (またはクラウディウス)と アグリッパにそれぞれ捧げられた。エウメネスは南斜面の柱廊の建設に責任を持った。これはアゴラの下にあるアッタロスのものと似てなくもない。
ユリウス＝クラウディウス朝 の間、パルテノン神殿から23kmのところにある、小さく丸いローマとアウグストゥスの神殿が、この台地の上で最後の価値ある建設となった。 同じ頃北斜面では、洞窟の中に同じような物がパーンへと捧げられ、アルコンが就任時にアポローンに捧げた場所に聖域が設けられた。次の世紀、南斜面にはヘロディス・アッティコスがオデオンを建てた。
3世紀のうちに、ヘルール族の侵略の脅威より、アクロポリスの壁は修復され、"Beule Gate"がプロピュライアの前の入り口を制限するために建設された。これにより、アクロポリスは要塞としての使用に戻った。

### 東ローマ帝国とオスマン帝国時代

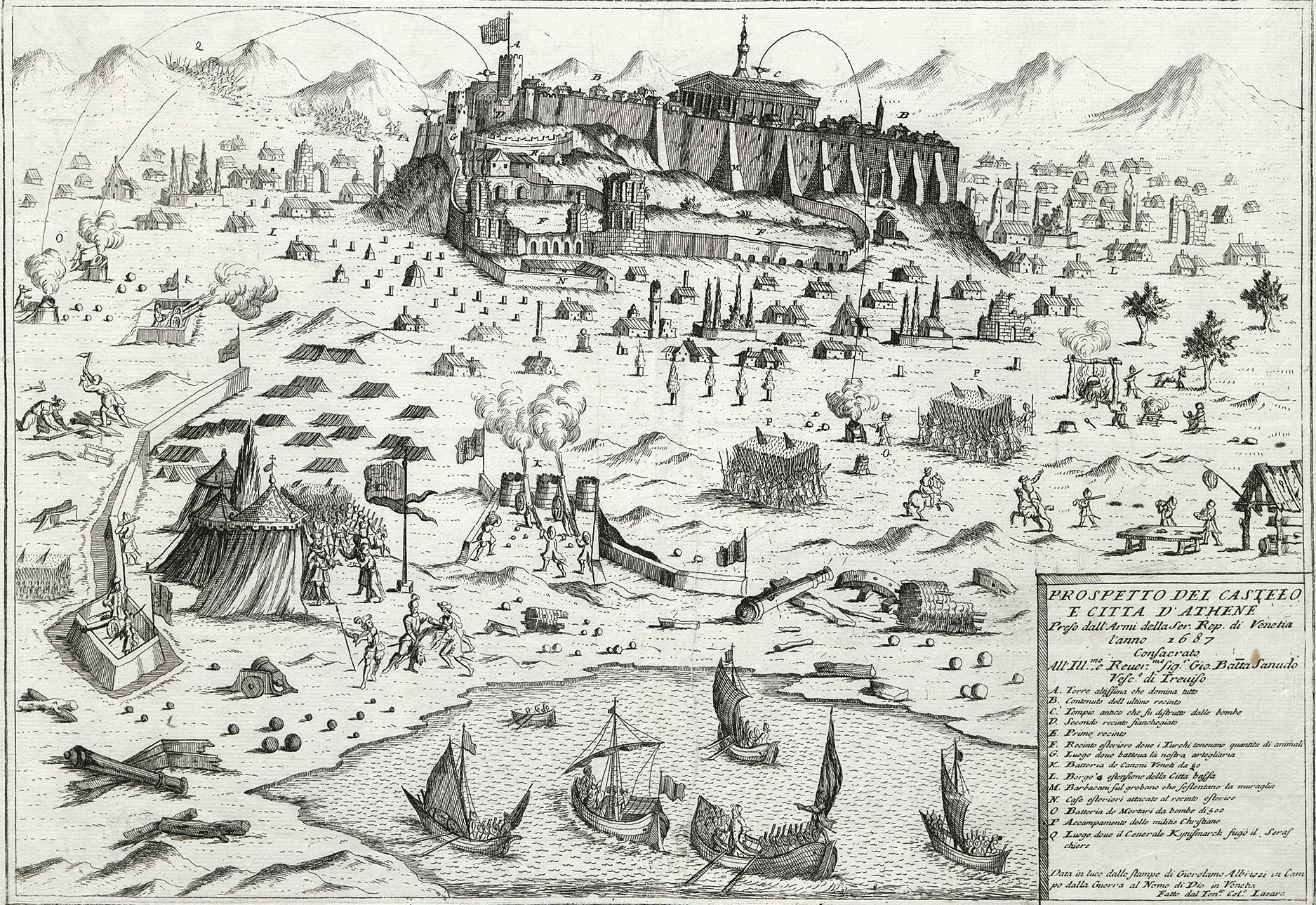
ヴェネツィアによる包囲、1687年

ビザンティン時代に、パルテノン神殿は聖母マリアに捧げられた教会にされた。アテネ公国のもと、アクロポリスはパルテノン神殿、公爵の宮殿の一部のプロピュライアとともに行政的な中心としての機能を果たした。"Frankopyrgos" (フランク人の塔)という大きな塔が加えられたものの、19世紀に破壊された。オスマン帝国による統治後、パルテノン神殿はトルコ軍の守備隊の司令部として使われ、エレクテイオンは総督の個人的なハレムへと変えられた。アクロポリスの建築物は、1687年のヴェネツィアによる包囲による損傷で傷ついた。火薬の貯蔵庫となっていたパルテノン神殿は、大砲による 攻撃によって燃え、激しいダメージを負った。

## 遺跡
アクロポリスの入り口は大きな価値のある門となっており、プロピュライアと呼ばれる。入り口の南には小さなアテーナー・ニーケー神殿がある。アテナイの青銅像はペイディアスによって彫られ、最初はこの中心に立っていた。アクロポリスの中心にはパルテノン神殿が立っている。入り口の東とパルテノン神殿の北にはエレクテイオンとして知られる神殿がある。アクロポリスの頂上を形成する高台の南には、ディオニューソス劇場と呼ばれる屋外劇場がある。数百メートル先には、部分的に再現されたディオニューソス劇場がある。
すべての貴重な古代の遺物は、南斜面のパルテノン神殿から260mのところにあるアクロポリス博物館に保存されている。

### 見取り図

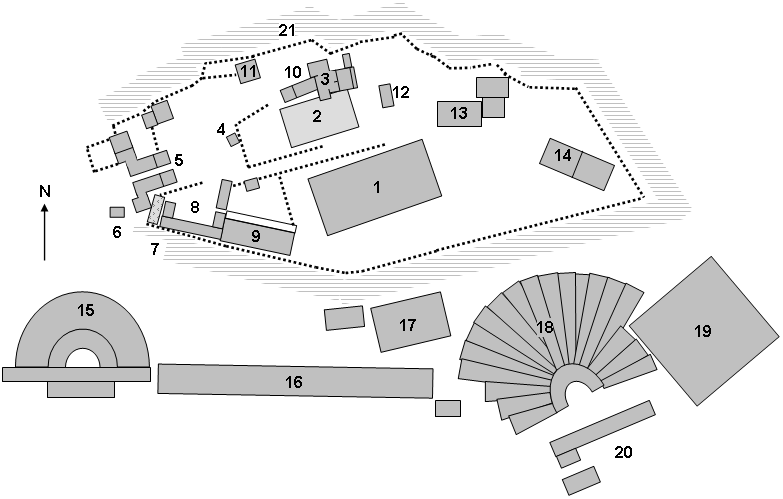
アテナイのアクロポリスの見取り図

1. パルテノン神殿
2. アテナ古神殿（英語版）
3. エレクテイオン
4. アテナ・プロマコスの像
5. プロピュライア
6. アテーナー・ニーケー神殿
7. エレウシニオン
8. アルテミス・ブラウロニアの聖域（英語版）
9. カルコテケ（英語版）
10. パンドロセイオン（英語版）
11. アリフォリオン（英語版）
12. アテナの祭壇
13. ゼウス・ポリエウスの聖域（英語版）
14. パンディオーンの聖域（英語版）
15. ヘロディス・アッティコス音楽堂
16. エウメネスの柱廊
17. アスクレペイオン
18. ディオニューソス劇場
19. アテナイ音楽堂（英語版）（ペリクレスのオデオン）
20. ディオニューソス劇場
21. アグラウロス聖堂

## アクロポリス修復事業
1975 年にこの事業は始まり、まもなく終了する。この修復の目的は、経年劣化、汚染、戦争による破壊、過去の間違った修復を直すためであった。これはアクロポリスとその斜面から、残った石を小さな物まで集め鑑定し、できるだけ元の素材で修復させようとする試みである。すべての修復にはチタンの釘が使われており、未来の専門家が変更する時のために、完全に戻せるように設計されている。最先端の近代技術と、古代の技術の広い分析と再発明が組み合わされ使用された。
17 世紀のヴェネチア人による砲撃によって大きく破壊されたパルテノン神殿の柱廊は、間違った構成を再配置して、復元された。 プロピュライアの屋根と床は、新しい大理石によって作られた屋根で一部分が修復され、オリジナルのような青と金の挿入物で装飾された。アテーナ・ニーケー 神殿は、残っている完全な部分を適切に再配置するまでの間にあり、唯一未だ完成していない建築物である。
合計2675トンの建築部材が修復され、そのうち686個の石が元の物であり、905個が新しい大理石で継ぎ足され、186個は完全に新しい大理石で作られた。 合計530立方メートルのピレウス産大理石が使用された。

## 文化的意義
4年ごとに、アテナイ人は、オリンピックと人気を競うパナテナイア祭という祭りを続けていた。この祭りの間に、行列がアテネの中を通ってアクロポリスへと登り、パルテノン神殿へと入っていた(パルテノン神殿内部のフリーズに描かれている)。そこには、大きなウール織物の礼服(ペプロス が儀式に従ってペイディアス作の大きな象牙と金のアテナ像に置かれていた。

## 世界遺産

### 登録基準
この世界遺産は世界遺産登録基準のうち、以下の条件を満たし、登録された（以下の基準は世界遺産センター公表の登録基準からの翻訳、引用である）。
- (1) 人類の創造的才能を表現する傑作。
- (2) ある期間を通じてまたはある文化圏において、建築、技術、記念碑的芸術、都市計画、景観デザインの発展に関し、人類の価値の重要な交流を示すもの。
- (3) 現存するまたは消滅した文化的伝統または文明の、唯一のまたは少なくとも稀な証拠。
- (4) 人類の歴史上重要な時代を例証する建築様式、建築物群、技術の集積または景観の優れた例。
- (6) 顕著で普遍的な意義を有する出来事、現存する伝統、思想、信仰または芸術的、文学的作品と直接にまたは明白に関連するもの（この基準は他の基準と組み合わせて用いるのが望ましいと世界遺産委員会は考えている）。

## その他
- 2023年7月14日、欧州を襲った熱波により気温が上昇。当局は観光客の健康を確保する目的で、アクロポリスは正午から午後5時まで閉鎖した[13]。